# 환승역

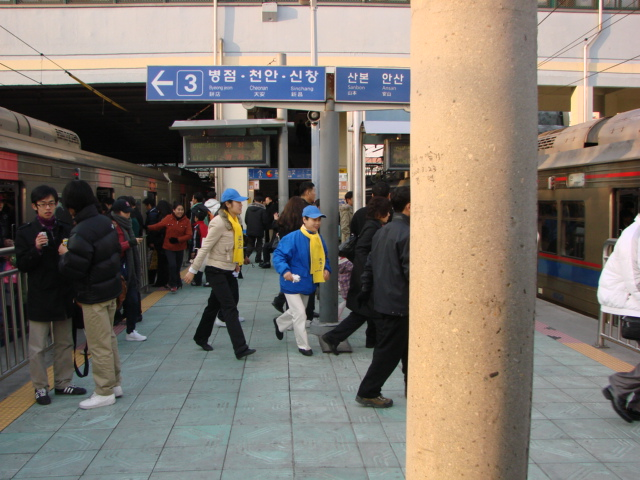
1호선과 4호선 전동차 간 평면 환승이 가능한 수도권 전철 금정역

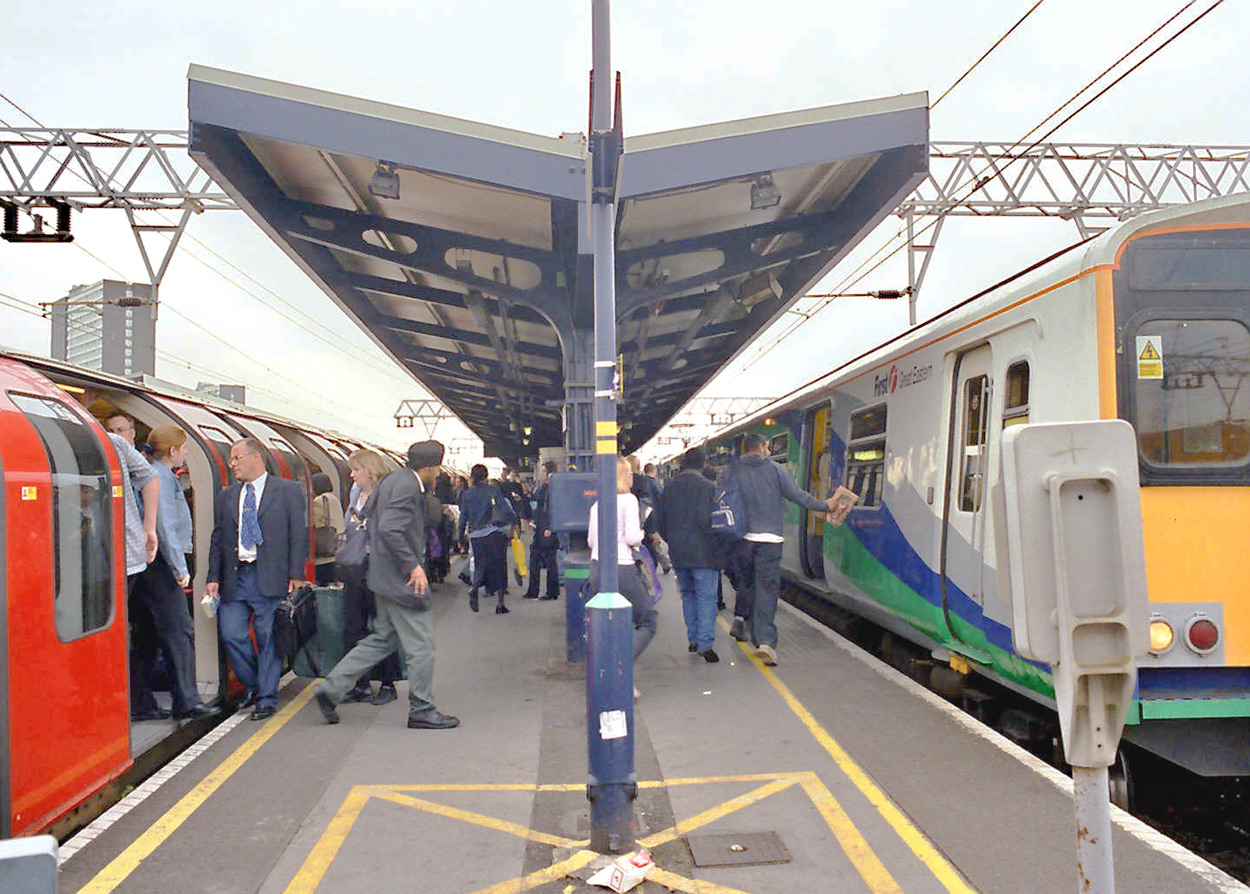
런던의 스트랫퍼드 역

타이베이 첩운의 평면 환승 구조

환승역(換乘驛)은 서로 다른 지하철이 만나 상대 노선 철도로 갈아탈 수 있는 역을 뜻한다.

## 형태
- X자형: 대한민국에서 가장 흔히 볼 수 있는 환승역의 형태로 두 노선이 승강장 중간에서 맞물릴 때 쓰는 형태이다.
  - 강남구청역, 군자역, 도곡역, 사당역, 석계역, 성신여대입구역, 여의도역, 주안역, 창동역, 청구역 등
- T자형: 적잖은 형태로 한 노선은 승강장 중간, 한 노선은 승강장 끝에서 맞물릴 때 쓰는 형태이다.
  - 가산디지털단지역, 강남역, 덕천역, 동대문역, 반월당역, 부평구청역, 불광역, 석남역, 선릉역, 수원역, 약수역, 양재역, 연신내역, 을지로3가역, 을지로4가역, 이수역, 종로3가역 등
- L자형: T자형과 마찬가지로 적잖은 형태인데 두 노선이 승강장 끝에서 맞물릴 때 쓰는 형태이다. 그러므로 갈아타기 약간 거북하거나 까다로울 때가 있다.
  - 가락시장역, 건대입구역, 공덕역, 교대역, 노원역, 당산역, 대림역, 동묘앞역, 명덕역, 부평역, 수서역, 시청역, 신당역, 영등포구청역, 오금역, 온수역, 인천시청역, 청라언덕역, 회룡역 등
- V자형: 두 노선이 서로 대칭하는 다른 도로에 위치하여 맞물릴 때 쓰는 형태이다.
  - 검암역, 도봉산역, 동작역, 인천역, 충정로역 등
- 二자형: 두 노선이 같은 도로에 있으면서 역사가 서로 붙어있어 맞물릴 때 쓰는 형태이다.
  - 계양역, 광운대역, 금정역, 까치산역, 용산역, 회기역 등
- 一자형: 두 노선이 같은 도로에 있을 때 쓰는 형태이다. 계단 한 번만 오르내리면 환승이 가능한 구조이다.
  - 까치산역, 미남역, 복정역, 수영역 등
- 선로공용형: 두 노선이 한 선로를 공용하는 구조이다.
  - 중앙역, 고잔역, 초지역(수도권 전철 서해선 제외), 안산역, 신길온천역, 정왕역, 능곡역, 대곡역, 곡산역, 백마역, 풍산역, 일산역 등

이외에도 다양한 환승역의 형태가 있다.

### 불가
- 2006년 이후 기차가 아닌 전철로도 천안역까지 연장 개통되었고, 2008년 이후에는 충청남도 아산시의 신창역까지 갈 정도로 전철 종착역이 연장되었다. 그런데 수도권 사람들이 이 지역을 지나갈 경우 그전에 버스와 지하철-전철 등을 타고 내릴 때에 반드시 카드를 대면서 환승을 한 후, 충남 버스를 타는 경우에는 절대로 환승이 되지 않는다.
  - 서울특별시나 경기도에 사는 사람들이 단국대학교 천안캠퍼스와 상명대학교 천안캠퍼스를 가는 경우에는 지하철이나 전철 혹은 최소한 경기도 오산시-경기도 평택시까지 가는 버스를 타고 간다. 6600번 버스 타면 진위역까지 가고, M5438번 버스를 타면 평택지제역까지 간다. 거기서 전철로 갈아타서 두정역까지 간다. 여기까지는 환승이 가능하다. 하지만 두정역에서 11번 충남 버스를 타면 단국대학교 천안캠퍼스 내부로 진입할 수 있으나 이런 경우엔 환승이 절대로 불가능하다.
  - 상명대학교 천안캠퍼스의 경우도 마찬가지다. 즉 수도권 전철이나 버스를 이용하다가 전철로 갈아타 두정역에서 내리고 81번 충남버스를 타면 안서동보안피트라는 정류장까지 간 다음에 상명대학교 천안캠퍼스까지 꽤 걸어갈 수 있다. 하지만, 역시 수도권 전철에서 81번 충남버스로 아무리 빨리 갈아타더라도 환승이 전혀 되지 않는다.
- 그러나 2022년부터는 따로 충남 천안시에서도 따로 환승을 하도록 결정했고, 수도권 전철 회사에서도 약속을 꼭 받아야 한다[1].

#### 기타
1. 서울특별시에서 충남 천안시까지는 대개 기차를 타거나 고속버스를 타는 일이 현재까지도 대부분 많다. 이런 교통편을 이용할 경우 수도권에서 전철이나 버스를 타고 충남 천안시 버스 등으로 갈아타서 환승이 되지 않은 일은 전혀 따지지 않아도 된다.
2. 수도권에서 충남 천안시로 가는 버스도 있긴 있는데, 출발지가 어느 수도권이든 관계없이 그쪽으로 갈 경우 최소 무조건 5,000원의 요금이 든다.
3. 서울특별시에서 충남 천안시로 가는 역을 전철로만 이용할 경우 2시간 30분 정도가 우려되기 때문에 통학, 출퇴근, 여행 등이 매우 불편하다. 그러므로 되도록이면 고속버스나 기차를 아직까지 이용하는 편이 좋다. 고속버스의 경우는 1시간 20분, 무궁화호의 경우도 1시간 20분 정도 걸린다.
4. 현재까지 유일하게 충남 천안시와 아산시가 수도권 전철이 닿는데 충남 지역에서는 유일한 지역이다. 현재까지 지방의 분교는 고려대학교 세종캠퍼스와 홍익대학교 세종캠퍼스가 존재하는데 아직까지는 전철이 닿지는 않으나 용산역에서 조치원역까지 가는 무궁화호를 이용하면 갈 수 있고, 서울특별시의 서울고속버스터미널을 이용하면 1시간 30분만에 세종특별자치시에 도착할 수 있다.